# Entre les lignes (film)
Pour les articles homonymes, voir Entre les lignes.
Pour plus de détails, voir Fiche technique et Distribution.
Entre les lignes (Mothering Sunday) est un film britannique réalisé par Eva Husson, sorti en 2021.
C'est l'adaptation du roman Le Dimanche des mères (en) (Mothering Sunday) de Graham Swift.

## Fiche technique
Sauf indication contraire, les informations mentionnées dans cette section peuvent être confirmées par la base de données cinématographiques IMDb,  présente dans la section « Liens externes ».
- Titre original : Mothering Sunday
- Titre français : Entre les lignes
- Réalisation : Eva Husson
- Scénario : Alice Birch, d'après le roman de Graham Swift
- Décors : Hannah Spice
- Costumes : Sandy Powell
- Photographie : Jamie D. Ramsay (en)
- Montage : Emilie Orsini
- Musique : Morgan Kibby (en)
- Pays de production :  Royaume-Uni
- Format : couleur
- Genre : drame
- Durée : 110 minutes
- Dates de sortie :
  - France : 9 juillet 2021 (Festival de Cannes 2021) ; 4 octobre 2023 (sortie nationale)
  - Royaume-Uni : 14 octobre 2021 (Festival du film de Londres) ; 12 novembre 2021 (sortie nationale)

## Distribution
- Odessa Young (VF : Chloé Berthier) : Jane Fairchild
  - Glenda Jackson (VF : Françoise Pavy) : Jane Fairchild âgée
- Josh O'Connor (VF : Gauthier Battoue) : Paul Sheringham
- Olivia Colman (VF : Anne Dolan) : Mme Niven
- Colin Firth (VF : Christian Gonon) : M. Niven
- Sope Dirisu (VF : Eilias Changuel) : Donald
- Emma D'Arcy (VF : Ingrid Donnadieu) : Emma Hobday
- Patsy Ferran (en) (VF : Alice Orsat) : Milly
- Simon Shepherd (VF : Guillaume Bourboulon) : Giles Hobday
- Caroline Harker (en) (VF : Angélique Rivoux) : Sylvia Hobday
- Emily Woof (en) (VF : Agnès Manoury) : Mme Sheringham
- Craig Crosbie (VF : Patrice Dozier) : M. Sheringham
- Albert Welling (en) (VF : Jean Vandecasteele) : M. Paxton

Version française dirigée par Yann Peira au studio EVA France, d'après une adaptation des dialogues d'Armelle Guérin.
 Source et légende : version française (VF) sur RS Doublage et carton du doublage français.

## Distinctions

### Sélections
- Festival de Cannes 2021 : sélection en section Cannes Premières
- Festival international du film de Jérusalem 2021
- Festival international du film de Toronto 2021
- Festival international du film de Vancouver 2021
- Festival international du film des Hamptons 2021
- Festival du film de Londres 2021
- Festival du film de Mill Valley 2021
- Festival international du film de Rome 2021
- Festival international du film de Chicago 2021
- Festival international du film de São Paulo 2021
- Festival du film de Virginie 2021
- Festival international du film de Miami 2021
- Festival international du film de Palm Springs 2022
- Festival international du film de Göteborg 2022